# Parvicellula fasciepnnis
Parvicellula fasciepnnis är en tvåvingeart som förekommer på Nya Zeeland och som beskrevs 1927 av André Léon Tonnoir och Frederick Wallace Edwards. Arten ingår i släktet Parvicellula och familjen svampmyggor. Inga underarter finns listade i Catalogue of Life.